# 箕面市立第一中学校
箕面市立第一中学校（みのおしりつだいいちちゅうがっこう）は、大阪府箕面市にある公立中学校。
1947年の学制改革と同時に設置された。現在の箕面市の市域では止々呂美中学校とともに、最も歴史の長い中学校となっている。また2002年度から学力向上フロンティアスクールの指定を受け、学力向上の取り組みを進めている。

## 沿革
学制改革に伴い、当時の豊能郡箕面村と萱野村が学校組合を設置し、学校組合立箕面中学校を設置したことに始まる。箕面村と萱野村は地理的にも隣接し、戦前にも旧制青年学校を共同で運営するなど関係が深かったことが、学校組合の背景となっている。萱野村が1948年8月に箕面町（1948年1月箕面村が町制施行）に編入合併したことに伴い、学校組合は解消されている。
設置された箕面中学校は、当初は箕面村立小学校（現在の箕面市立箕面小学校）に併設された。1948年には現在地に校舎が完成して移転している。
1956年には従来の校区の東部を分離して箕面町立箕面第二中学校（現在の箕面市立第二中学校）が開校したことに伴い、箕面町立箕面第一中学校と改称した。さらに1973年には箕面市立第三中学校が分離開校している。

### 年表
- 1947年4月20日 - 豊能郡箕面村萱野村学校組合立箕面中学校として開校。
- 1948年1月1日 - 箕面町の町制施行により、豊能郡箕面町萱野村学校組合立箕面中学校と称する。
- 1948年8月1日 - 箕面町と萱野村の合併により学校組合を解消。箕面町立箕面中学校に改称。
- 1950年11月1日 - 現在地に移転。
- 1952年4月27日 - 校歌制定。
- 1955年8月1日 - プール完成。
- 1956年4月1日 - 箕面町立箕面第二中学校を分離。これに伴い箕面町立箕面第一中学校に改称。
- 1956年12月1日 - 箕面市の市制施行に伴い、箕面市立箕面第一中学校に改称。
- 1958年10月31日 - 女子標準服制定。
- 1968年4月1日 - 箕面市立第一中学校と改称。
- 1973年4月1日 - 箕面市立第三中学校を分離。
- 1976年5月31日 - 新プール完成。
- 1979年4月1日 - 養護学級設置。
- 1992年3月13日 - エレベーター設置。
- 2009年11月21日 - 新校舎完成
- 2013年6月 - 給食室完成  これに伴い弁当を廃止し給食とする。
- 2014年1月 - プール改装工事開始
- 2014年4月 - プール改装工事終了

## 著名な卒業生
- 40期生 - 松尾徳子 - 柔道家
- 42期生 - 中井多賀宏 - 社会活動家・詩人
- 43期生 - 中市陽子 - 柔道家
- 50期生 - 石井健太郎 - 作曲家／編曲家
- 55期生 - 篠原雄之 - 国際協力機構職員
- 61期生 - 穴田真規 - 元プロ野球選手
- 61期生 - 菅田将暉 - 俳優
- 62期生 - 亀川諒史 - プロサッカー選手
- 65期生 - こっちのけんと - 歌手
- 68期生 - 菅生新樹 - 俳優、モデル
- 期不詳 - 坂本剛 - 舞台俳優

## 通学区域
- 箕面市立箕面小学校と箕面市立西小学校の通学区域。

## 交通
- 阪急箕面線 箕面駅 南西へ徒歩１０分
- 阪急箕面線 牧落駅北西へ徒歩１５分
- 阪急バス「新稲東」下車すぐ